# Anthony Stewart (Fußballspieler)
Anthony Kelvin Stewart (* 18. September 1992 in Brixton, London) ist ein englisch-jamaikanischer Fußballspieler, der zuletzt beim FC Aberdeen in der Scottish Premiership unter Vertrag stand.

## Karriere
Anthony Stewart wurde in Brixton, einem Stadtteil innerhalb von London geboren. Seine Karriere begann er in jungen Jahren im etwa 50 km Entfernung seiner Geburtsstadt bei den Wycombe Wanderers. Stewart kam durch das Jugendsystem der Wanderers und erhielt im Jahr 2011 seinen ersten Profivertrag. Er gab sein Debüt in der ersten Mannschaft am 14. Januar 2012 in der dritten Liga gegen Preston North End und spielte das gesamte Spiel. Bis zum Ende der Saison 2011/12 kam er unter Gary Waddock auf drei weitere Spiele. Mit der schlechtesten Abwehr der Liga (88 Gegentore) stiegen die Wanderers in die vierte Liga ab. Nachdem während der Saison 2012/13 Gareth Ainsworth das Traineramt übernommen hatte, kam Stewart vermehrt zum Einsatz. Im März 2013 gelang dem Abwehrspieler sein erstes Profitor, als er den 1:0-Siegtreffer gegen Fleetwood Town erzielte. Die Spielzeit 2013/14 war Stewart mit seiner Mannschaft lange Zeit im Abstiegskampf. Stewart der erstmals Stammspieler war sah während der Saison zwei Rote Karten. Mit einer um drei Tore besseren Tordifferenz gegenüber den Bristol Rovers wurde letztlich die Klasse gehalten. Von Juni bis November 2013 kam Stewart zu keinem Einsatz für die Wanderers, bevor er zu Crewe Alexandra in die dritte Liga verliehen wurde. Nach zwei Spielen in der Liga bis zum Jahreswechsel, wurde der Innenverteidiger im Januar 2015 für eine unbekannte Ablösesumme fest verpflichtet. Stewart, dessen Vertrag in Crewe nur bis zum Ende der Saison lief, kam nach seiner festen Verpflichtung auf acht weitere Spiele. Im Juni 2015 kam er zurück nach Wycombe. Drei Jahre später stieg der Verein in die dritte Liga auf. Im Jahr 2020 folgte erstmals der Aufstieg in die zweitklassige EFL Championship. Die erste Saison als Zweitligist in der Vereinsgeschichte endete mit dem direkten Wiederabstieg. Stewart war dabei fester Bestandteil in der Abwehr der Wanderers, die seit seinem Amtsantritt im Jahr 2012 von Gareth Ainsworth trainiert wurden. Die Drittligaspielzeit 2021/22 wurde mit Platz sechs beendet. In den Play-off-Spielen um den Aufstieg, verpasste Stewart diesen mit seiner Mannschaft nach einer 0:2-Niederlage gegen den AFC Sunderland im Finale von Wembley.
Nachdem Stewart ein Vertragsangebot einer Verlängerung abgelehnt hatte, wechselte er im Juni 2022 zum FC Aberdeen nach Schottland. Einen Monat später gab Jim Goodwin, der Trainer von Aberdeen bekannt, dass Stewart als Mannschaftskapitän des Clubs fungieren wird. Nachdem Goodwin im Januar 2023 entlassen worden war, kam Stewart als Leihspieler zu den Milton Keynes Dons.